# BASICA
L'IBM BASICA (abreviatura d'«Advanced BASIC») és un intèrpret de BASIC basat en disc escrit per Microsoft per a PC-DOS. BASICA Va utilitzar el codi resident a la memòria ROM de l'«IBM Cassette BASIC», que va ser inclòs en els primers models de l'IBM PC. Va afegir funcions com l'accés als arxius de disc, emmagatzematge de programes en disc i música monofònica a través d'altaveu del PC. BASICA no s'executa en ordinadors no IBM (fins i tot les anomenades màquines «100% compatibles») o models posteriors d'IBM, ja que aquests no tenen la necessària ROM BASIC.